# Basílica de São Clemente de Latrão

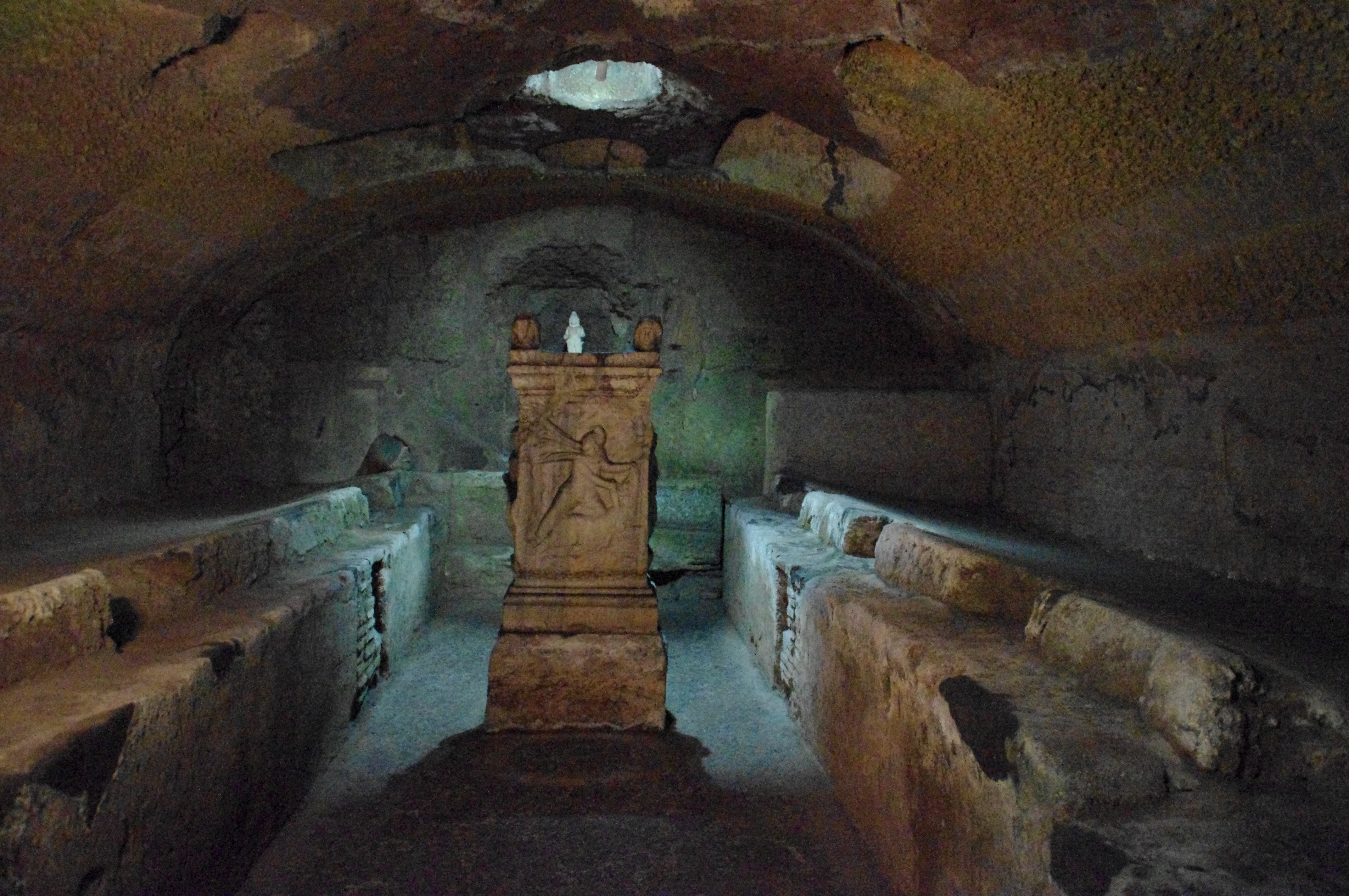
Altar do mitreu. O mithraeum é um dos mais bem preservados de Roma. O culto mitraico era uma religião romana secreta que envolvia rituais de matança de touros — muito diferente do cristianismo.
Cirilo, cocriador do alfabeto glagolítico (precursor do cirílico), está sepultado na igreja. Foi um missionário para os eslavos e uma importante figura cultural.

San Clemente al Laterano ou Basílica de São Clemente é uma igreja titular e basílica menor de Roma, Itália, dedicada ao papa São Clemente I. Arqueologicamente falando, a estrutura é um complexo composto por três edifícios um sobre o outro: (i) a basílica atual, construída pouco antes do ano 1100, no auge da Idade Média; (ii) abaixo dela está uma basílica do século IV construída com base na casa de um nobre romano, parte da qual foi utilizada como igreja doméstica por um breve período no século I e cujo porão serviu como um mitreu, também por um curto período, no século II; e (iii) a casa de um nobre romano construída sobre as fundações de um edifício da era republicana destruído no Grande Incêndio de Roma em 64 d.C.

## História
Esta antiga igreja foi transformada ao longo dos séculos, de uma residência que abrigava um local de adoração cristão clandestino no século I até uma grande basílica pública no século VI, refletindo o avanço do cristianismo no Império Romano, tanto em legitimidade quanto em poder. Os vestígios arqueológicos da história da basílica foram descobertos na década de 1860 por Joseph Mullooly, leitor em Teologia a partir de 1849 na Pontifícia Universidade de São Tomás de Aquino (Angelicum).

### Antes do século IV
Os níveis mais profundos da basílica atual abrigam os restos das fundações de um edifício da era republicana, provavelmente destruído no Grande Incêndio de Roma. Um outro edifício, de uso industrial — uma interpretação é que seria a casa da moeda de Roma, uma tese que se baseia num desenho do século XVI de um fragmento da planta em mármore severiana da cidade e que apresenta a legenda "MON." e que vem sendo contestada — foi construído no local durante o período flaviano. Logo em seguida, uma insula, uma casa de múltiplos andares também foi erguida ali e separada do edifício industrial por uma estreita viela. Cerca de cem anos depois (c. 200), a sala central da insula foi remodelada para ser utilizada como parte de um mitreu, um santuário dedicado aos mistérios mitraicos. A sala de culto principal do santuário (em latim: speleum - "caverna"), de 9,6 x 6 metros, foi descoberta em 1867, mas só pôde ser investigada em 1914 por que estava inundada e não havia como remover a água. A êxedra, a abside rasa na parede do fundo do espaço abobadado de baixo pé-direito, foi recoberta com pedra pomes para aumentar a similaridade do local com uma caverna.
No centro da sala principal do santuário foi encontrado um altar no formato de um sarcófago esculpido com a venerada imagem da tauroctonia, Mitras matando ritualmente um touro, na parte frontal. Os luminários (segurando tochas), Cautes e Cautopates, estão esculpidos nas laterais do altar. Uma inscrição dedicatória identifica o doador como sendo o pater Cneu Árrio Claudiano, provavelmente da mesma gente da mãe de Antonino Pio, Árria Fadila. Entre outros monumentos descobertos no santuário incluem um busto do Sol, que ficava num nicho perto da entrada, e uma figura de "Mithras petra generix" ("Mitras nascido da rocha"). Fragmentos do santuário dos luminários também foram encontrados. Em uma das salas vizinhas à câmara principal estão dois pequenos abrigos oblongos de tijolos, um deles utilizado para o descarte dos restos da refeição sagrada utilizada no culto. Os três monumentos mencionados acima ainda estão in situ e um quarto — uma estátua de São Pedro encontrada no vestíbulo do speleum — está ali, mas não tem relação com os mistérios.

### Basílica antiga
Em algum momento do século IV, o nível mais baixo do edifício industrial foi preenchido com entulho e o segundo andar foi remodelado. Uma abside foi construída sobre da antiga insula, cujo nível inferior, incluindo o mitreu, também foi entulhado. Sabe-se que esta "primeira basílica" já existia em 392, quando São Jerônimo escreveu sobre uma igreja dedicada a "São Clemente", um cristão convertido do século I e considerado por patrologistas e historiadores eclesiásticos como sendo Tito Flávio Clemente, cônsul em 95 e membro da família imperial, mas que pode também ser o papa Clemente I ("Clemente Romano") ou outra pessoa de mesmo nome. Restaurações foram realizadas no século IV e novamente entre 1080 e 1099.
Foi ali que se realizaram os concílios presididos pelo papa Zósimo (417) e papa Símaco (499). O último grande evento realizado na basílica primitiva foi a eleição, em 1099, do cardeal Rainério de São Clemente como papa Pascoal II.

#### Afrescos

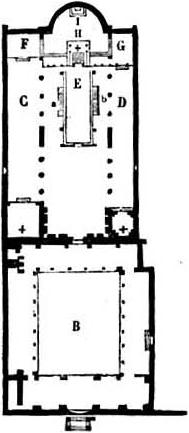
Planta da segunda basílica (atual).

Com exceção dos antigos murais de Santa Maria Antiqua, a maior coleção de murais da Alta Idade Média em Roma está na basílica inferior de San Clemente.
Quatro dos maiores afrescos na basílica foram patrocinados por um casal leigo, Beno de Rapiza e Maria Macellaria, em algum momento do terço final do século XI e representam cenas da vida de São Clemente, seus milagres e a translação de suas relíquias, e da vida de Santo Aleixo. O casal aparece em duas das composições: na fachada junto com os filhos (Altilia e Clemente, este chamado de "puerulus Clemens", "pequeno Clemente") fazendo oferendas a São Clemente e num pilar do lado esquerdo da nave, onde aparecem em escala menor testemunhando um milagre de São Clemente. Abaixo desta última cena está um dos mais antigos exemplos da transição do latim para o italiano vernacular: um afresco do pagão Sisínio e seus criados, que pensam ter capturado Clemente, mas que estão arrastando uma coluna. Sisínio aparece gritando: "Fili de le pute, traite! Gosmari, Albertel, traite! Falite dereto colo palo, Carvoncelle!" ("Puxem, seus filhos da puta! Puxem Gosmari e Albertello! Carvoncello, bata-lhe nas costas com a vara!"). A fala do santo aparece em latim e no formato de uma cruz: "Duritiam cordis vestris, saxa trahere meruistis" ("Vocês merecem arrastar pedras por causa da dureza de seus corações").
Historiadores da arte há muito tempo consideram Beno de Rapiza e Maria Macellaria como partidários das reformas (hoje canônicas) dos papas Gregório VII, Urbano II e Pascoal II e os frescos, como propaganda delas. Porém, se as pinturas forem das décadas de 1080 e 1090, como defendem alguns historiadores da arte, então Beno e Maria podem ter sido partidários do antipapa Clemente III (Wilberto de Ravena), que eles pretendiam homenagear com pinturas sobre o primeiro papa cristão homônimo.

### Segunda basílica
A moderna basílica foi reconstruída pelo cardeal Anastácio entre 1099 e c. 1120. Uma hipótese, hoje ultrapassada, defendia que a igreja original havia sido queimada durante o saque de Roma pelos normandos de Roberto Guiscardo em 1084, mas não há evidências de incêndio na basílica antiga. Uma possível explicação é que ela tenha sido preenchida com entulho e a nova igreja foi construída sobre ela por causa da associação do edifício com o antipapa Clemente III. Seja como for, a basílica atual é uma das mais decoradas de Roma. A entrada cerimonial — visitantes modernos utilizam uma entrada lateral — atravessa um átrio (B na planta) rodeado por arcadas e que atualmente serve como claustro, com edifícios conventuais à volta. De frente para o átrio está a fachada de Carlo Stefano Fontana (sobrinho de Carlo Fontana), com suas colunas antigas, e uma pequena torre sineira. A igreja em si conta com uma nave e dois corredores, separados por arcadas de antigas colunas de mármore ou granito decoradas em cosmatesco. A "schola cantorum" (E na planta) incorpora elementos de mármore reaproveitados da antiga basílica e atrás dela, no presbitério, está um baldaquino (H na planta), assentado sobre quatro colunas e acima da cripta com o santuário de São Clemente. A cátedra está na abside, coberta por mosaicos sobre o "Triunfo da Cruz", um dos mais importantes mosaicos romanos do século XII.
Em uma das paredes do átrio está uma placa afixada pelo papa Clemente XI (r. 1700–1721) elogiando São Clemente: "Esta antiga igreja sobreviveu à devastação dos séculos". Ele também reformou a antiga estrutura, que estava bastante dilapidada na época, e deixou-a a encargo de Carlo Stefano Fontana, que completou a fachada em 1719. O teto de caixotões em talha dourada da nave e dos corredores é da mesma época, assim como a decoração em estuque, os afrescos e os capiteis jônicos.
Numa capela lateral está um santuário com o túmulo de São Cirilo, irmão de São Metódio, ambos criadores do alfabeto glagolítico e apóstolos dos eslavos. O papa São João Paulo II costumava rezar ali pelos Polônia e outros países eslavos. Está ali também uma Madona de Giovanni Battista Salvi da Sassoferrato.
Em 1667, depois que Inglaterra suprimiu a Igreja Católica irlandesa e expulsou todo o clero, o papa Urbano VIII ofereceu-lhes refúgio em San Clemente, onde estão até hoje. Os monges dominicanos irlandeses gerenciam um seminário no local e promoveram novas escavações na década de 1950 em conjunto com estudantes de arqueologia italianos.

## Galeria

Imagens da igreja
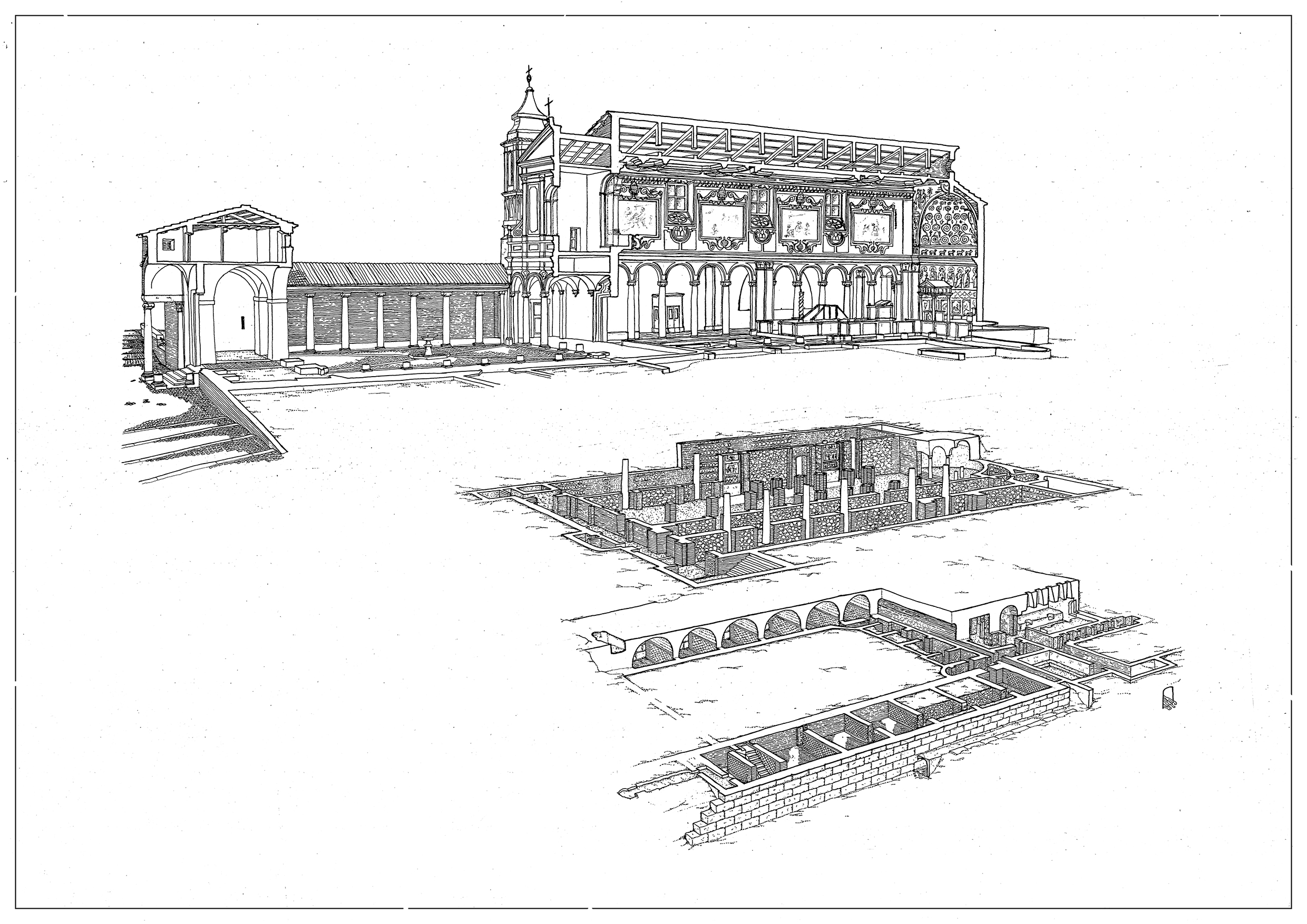
Esquema dos três edifícios sobrepostos.
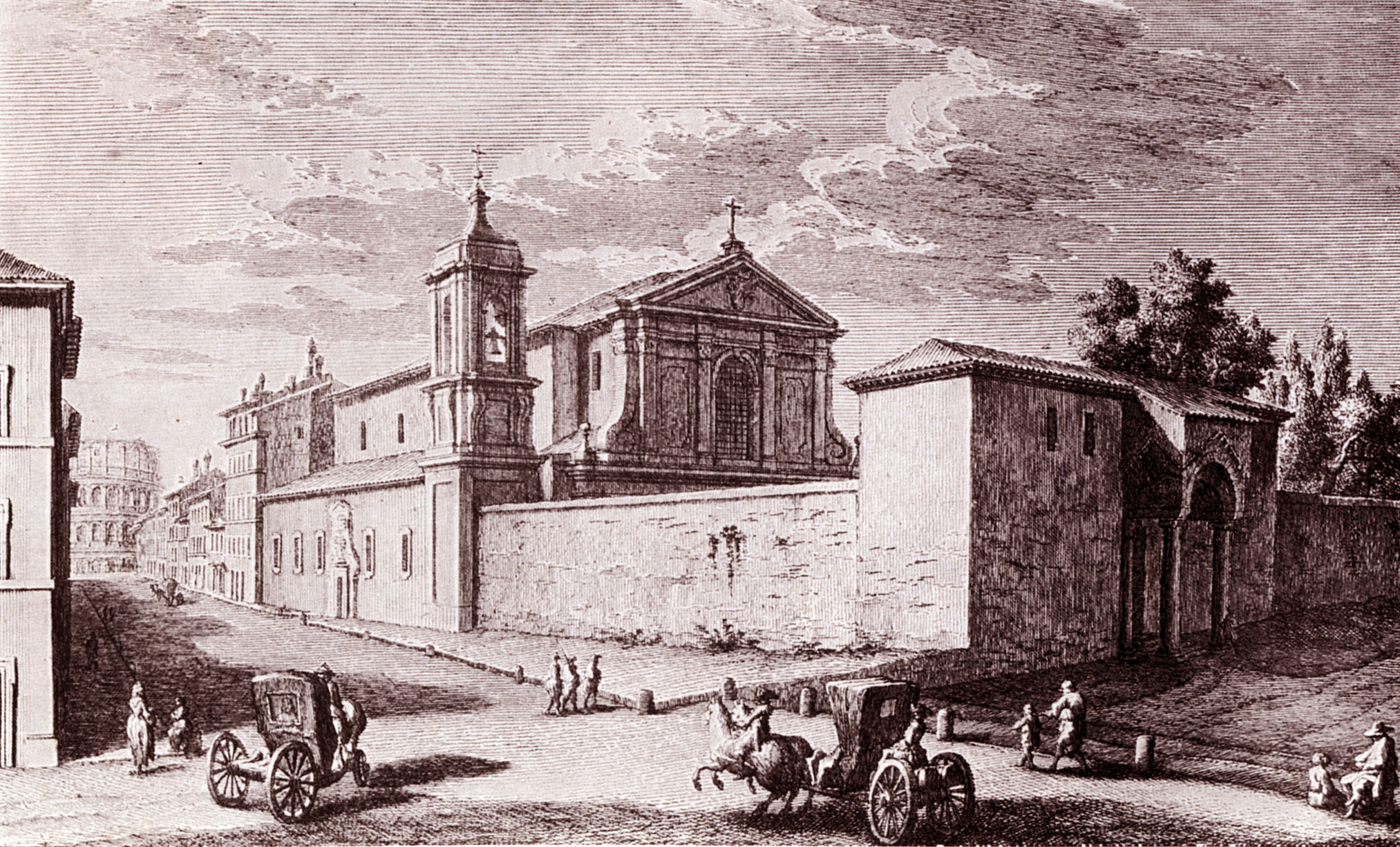
Gravura do complexo, de Giuseppe Vasi (séc. XVIII).
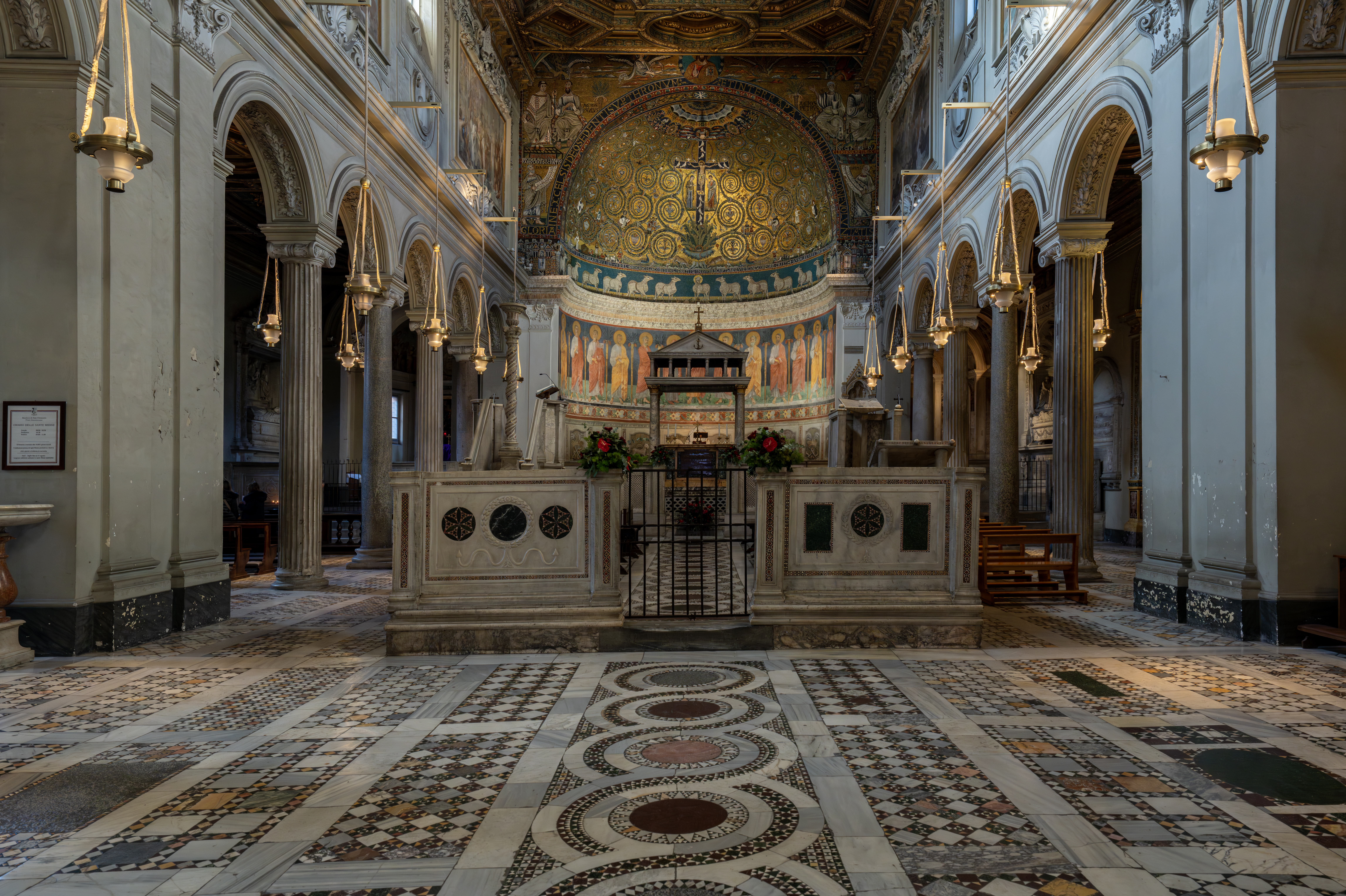
Vista da abside, com o altar-mor coberto pelo baldaquino.
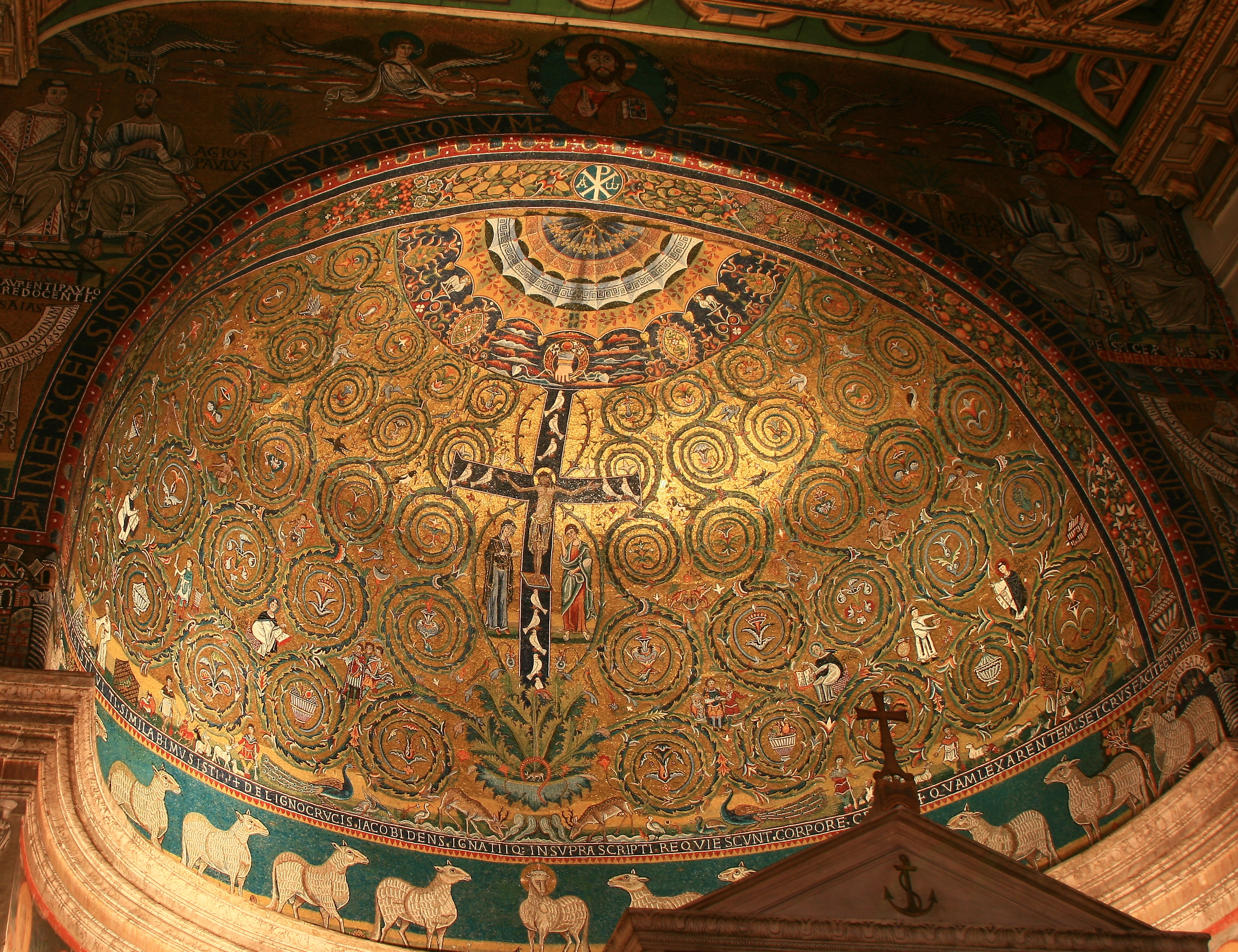
Mosaico do "Triunfo da Cruz" na semicúpula da abside.
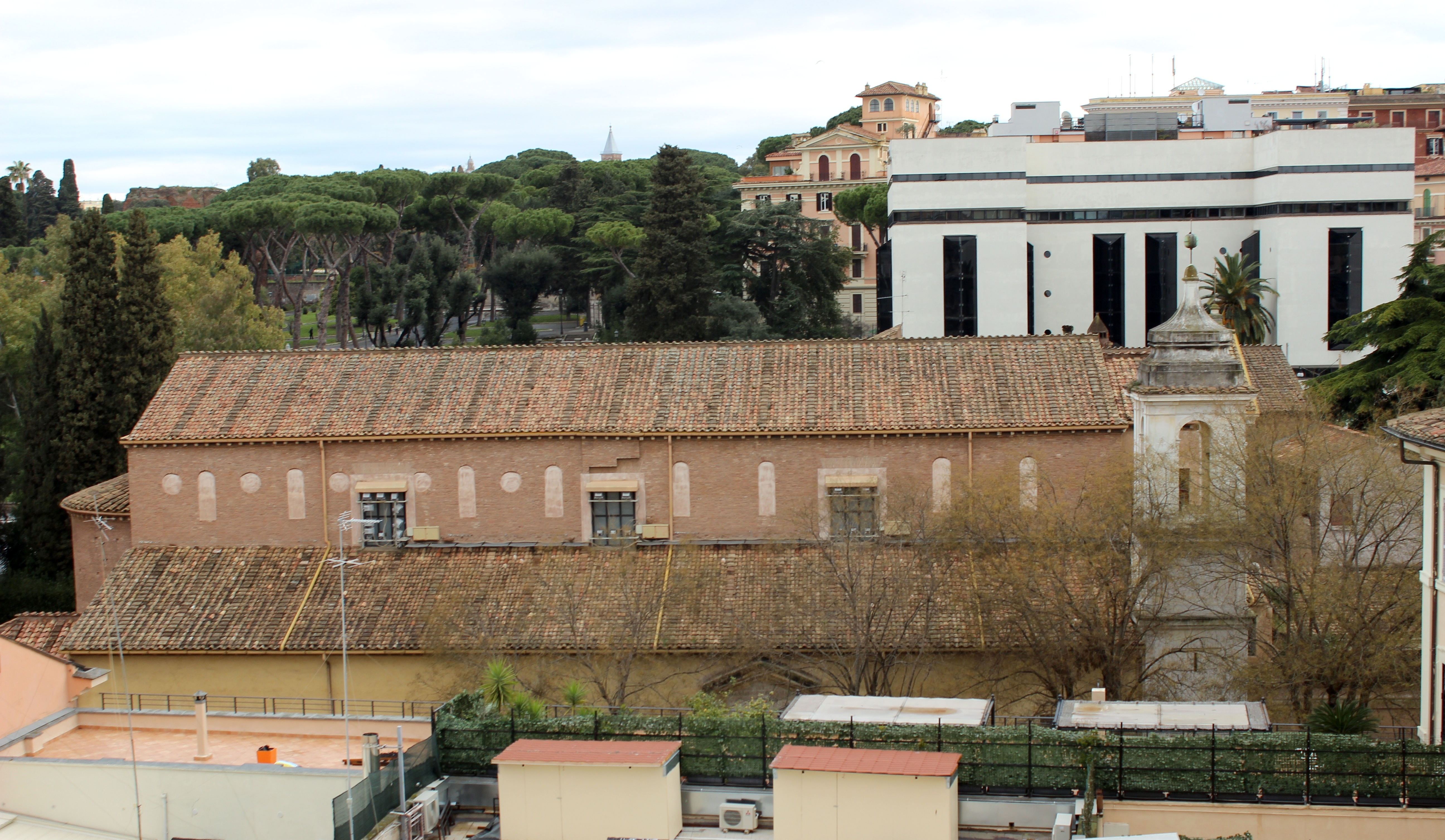
Vista lateral.